# Annika Sieff
Annika Sieff, född 27 oktober 2003 i Cavalese, är en italiensk utövare av nordisk kombination.

## Karriär
Sieff debuterade i världscupen den 18 december 2020 i österrikiska Ramsau. Hon slutade på totalt nionde plats under säsongen 2020/2021.
Vid junior-VM 2022 i Zakopane tog Sieff guld individuellt i nordisk kombination.